# Charley Hoffman
Charley Hoffman (San Diego, 27 december 1976) is een professional golfer uit de Verenigde Staten.

## Amateur
In 1994 en 1995 won Hoffman het California State High School Championship, hij was de eerste die dat tweemaal won.

Hoffman studeerde communicatie aan de Universiteit van Las Vegas (UNLV) in Nevada.

## Professional
Hoffman werd na zijn studie in 2000 professional.  Hij speelde tussen 2002 en 2005 86 toernooien op de Nationwide Tour, maar was niet erg succesvol. Hij probeerde op uitnodiging in Europa te spelen, werd 5de bij het Madeira Island Open en 12de bij de Qatar Masters. In 2003 speelde hij niet maar in 2004 kwam hij versterkt terug en behaalde zijn eerste overwinning. Het jaar daarop was nog beter. Hij won in 2005 de Straight Down Fall Classic met Ed Cuff Jr.
Vanaf 2006 speelt Hoffman op de Amerikaanse PGA Tour. In zijn rookiejaar werd hij 46ste in het US Open. In 2007 won hij de Bob Hope Chrysler Classic, waardoor hij voor het eerst in de top-100 kwam van de Official World Golf Ranking (OWGR).  

### Gewonnen

#### Nationwide Tour
- 2004: Permian Basin Charity Golf Classic

#### PGA Tour
- 2007: Bob Hope Chrysler Classic
- 2010: Deutsche Bank Championship

#### Anders
- 2005: Straight Down Fall Classic met Ed Cuff Jr